# Tigery
Tigery è un comune francese di 3 449 abitanti (dati del 2015) situato nel dipartimento dell'Essonne nella regione dell'Île-de-France.

## Società

### Evoluzione demografica
Abitanti censiti